# ホイッドビー・アイランド海軍航空基地
- ウィッドビー・アイランド海軍航空基地
- ウィドビー・アイランド海軍航空基地

ホイッドビー・アイランド海軍航空基地（ホイッドビー・アイランドかいぐんこうくうきち、英語: Naval Air Station Whidbey Island）は、アメリカ合衆国ワシントン州のオークハーバーに位置するアメリカ海軍の基地である。太平洋艦隊海軍航空軍のEA-18G飛行隊を有する太平洋艦隊電子攻撃航空団や、P-8A飛行隊を有する第10哨戒偵察航空団などが所在している。

## 所在部隊
ホイッドビー・アイランド海軍航空基地には、以下の部隊が所在している。
ホイッドビー・アイランド海軍航空基地隷下
- ホイッドビー・アイランド海軍航空基地捜索救難隊 - MH-60S[4]

太平洋艦隊電子攻撃航空団司令官(COMVAQWINGPAC)隷下
- 太平洋艦隊電子攻撃航空団
  - 第129電子攻撃飛行隊（英語版） - EA-18G
  - 第130電子攻撃飛行隊（英語版） - EA-18G
  - 第131電子攻撃飛行隊（英語版） - EA-18G
  - 第132電子攻撃飛行隊（英語版） - EA-18G
  - 第133電子攻撃飛行隊（英語版） - EA-18G
  - 第134電子攻撃飛行隊（英語版） - EA-18G
  - 第135電子攻撃飛行隊（英語版） - EA-18G
  - 第136電子攻撃飛行隊（英語版） - EA-18G
  - 第137電子攻撃飛行隊（英語版） - EA-18G
  - 第138電子攻撃飛行隊（英語版） - EA-18G
  - 第139電子攻撃飛行隊（英語版） - EA-18G
  - 第140電子攻撃飛行隊（英語版） - EA-18G
  - 第142電子攻撃飛行隊（英語版） - EA-18G
  - 電子攻撃兵器学校 - EA-18G

第10哨戒偵察航空団(COMPATRECONWING 10)隷下
- 第1哨戒飛行隊 - P-8A[5]
- 第4哨戒飛行隊 - P-8A[6]
- 第9哨戒飛行隊 - P-8A[7]
- 第40哨戒飛行隊 - P-8A[8]
- 第46哨戒飛行隊 - P-8A[9]
- 第47哨戒飛行隊 - P-8A[10]
- 第69哨戒飛行隊 - P-8A[11]
- 第1艦隊偵察飛行隊 - EP-3E（英語版）
- 第10戦術作戦統制中隊

艦隊即応センター司令官(COMFRC)隷下
- 北西部艦隊即応センター（英語版）

海軍予備役航空隊司令官(CNAFR)隷下
- 戦術支援航空団（英語版）
  - 第209電子攻撃飛行隊（英語版） - EA-18G
- 艦隊兵站支援航空団（英語版）
  - 第61艦隊兵站支援飛行隊（英語版） - C-40A

第15空軍隷下
- 第366戦闘航空団（英語版）
  - 第366作戦群（英語版）
    - 第390電子戦闘飛行隊（英語版） - EA-18G[12]

## 人口動態

アイランド郡でのホイッドビー・アイランド海軍航空基地が所在する国勢調査指定地域（赤）

ホイッドビー・アイランド海軍航空基地は、国勢調査指定地域（英語: Census-designated place、略称：CDP）に区分されており、総面積は17.2平方キロメートル（6.6平方マイル）で、そのうち0.05平方キロメートル（0.02平方マイル）は水域となっている。2020年の国勢調査での人口は1,671人となっている。